# Paul Eber
Pour les articles homonymes, voir Eber (homonymie).
Paul Eber est un théologien luthérien et poète allemand né le 8 novembre 1511 à Kitzingen, en Bavière, et décédé le 10 décembre 1569 à Wittenberg, en Saxe.

## Biographie
Paul Eber est le fils de Johann Eber, un humble tailleur, qui mourra le 23 mai 1534 à Wittenberg, et de Margarethe Pfleumin. Ses premiers rudiments scolaires lui sont donnés à la maison où on rogne sur le pain pour acheter des livres au jeune garçon avide de savoir. En 1523, il rejoint l'école latine d'Ansbach qui s'avère vite insuffisante et, en 1525, c'est le collège Saint-Lorentz de Nuremberg qui accueille maintenant le jeune homme. À 13 ans, une mauvaise chute de cheval lui laissera le cou tordu à vie. Le 1er juin 1532, Paul Eber s'inscrit à l'université de Wittenberg où il est remarqué par Philipp Melanchthon, un propagateur de la philosophie de Luther. Melanchton apprécie beaucoup la plume d'Eber et lui propose de devenir son secrétaire. Constatant leur amitié, Luther parle d'eux comme "Philippe le familier" et "le trésor de Philip". Après avoir obtenu, le 27 avril 1536, un diplôme de maîtrise en philosophie, il enseigne dans la même université et ses cours sont très courus par les étudiants. Il est nommé professeur de latin le 11 juillet 1541 et enseignera plus tard la physique et l'Ancien Testament puis l'hébreu. Sur les conseils de Philipp Melanchthon, il épouse Hélène Leipzig, fille d'un orfèvre de Nuremberg, le 13 septembre 1541. De 12 années sa cadette, elle lui donnera 13 enfants dont cinq (deux filles et trois garçons) ne survivront pas à leur père. Paul Eber cumule alors les responsabilités à l'université de Wittenberg. À la mort de Melanchton, il devient le principal organisateur de la diffusion de la Réforme. Hélène meurt le 22 juillet 1569 et Paul lui succédera le 10 décembre. Il est enterré dans l'église Saint-Marien de Wittenberg et Lucas Cranach le Jeune peint à son intention le vignoble du Seigneur.
Johann Sebastian Bach utilisa ses textes dans quatre de ses cantates (BWV 16, 28, 127 et 130) et deux chorals (BWV 431 et 432)

## Œuvre

### Chants
- Helft mir Gottes Güte preisen
- Herr Jesu Christ wahr'r Mensch und Gott
- Wenn wir in höchsten Nöten sind
- Herr Gott Dich loben wir
- In Jesu Wunden schlaf ich ein
- Zwei Ding, oh Herr bitt ich Dir

### Textes
- Calendarium historicum par Paul Eber
- Contexta populi Judaici historia une reditu ex Babylonico exilio usque ad ultimum Excidium Hierosolymae Wittenberg en 1548 (nombreuses éditions, françaises et allemandes)
- Calendarium historicum Wittenberg en 1550 (nombreuses éditions, françaises et allemandes)
- Evangeliorum dominicalium explicatio, édité par John Cell, Francfort 1576 (édition allemande, Francfort 1578);
- Sermons Catéchisme, édité par Théophile Feurelius, Nuremberg en 1577;
- De Saint-Sacrement du Corps et du Sang de notre Seigneur Jésus-Christ, Wittenberg 1562;
- Pia de Assertio coena domini, Wittenberg 1563;
- Biblia latina germanico, comme un employé à Wittenberg en 1565;
- Lettres à Ccrp.Ref. 3-9  situés dans Staatsbibl. Munich et Forschungsbibl. Gotha
- Biblia Latina Germanico, Wittenberg en 1565, l'Ancien Testament pour l'excellent travail de la Bible commandée par l'électeur Auguste de Saxe Georg Major
- Pia de Assertio coena domini, 1563e
- Déclaration de la définition ou la description de Dieu publié par Mattheus Major 1588
- Écrits sur la Cène du Seigneur
- Argumentis cum Psaltery 1563